# Doubravka
Doubravka este o arie protejată (arie specială de conservare — SAC, sit de importanță comunitară — SCI) din Republica Cehă întinsă pe o suprafață de 42,74 ha, integral pe uscat.

## Localizare
Centrul sitului Doubravka este situat la coordonatele 50°38′18″N 13°51′34″E / 50.638333°N 13.859444°E.

## Înființare
Situl Doubravka a fost declarat sit de importanță comunitară în aprilie 2005 pentru a proteja 1 specie de animale. Situl a fost protejat și ca arie specială de conservare în iulie 2012.

## Biodiversitate
Situată în ecoregiunea continentală, aria protejată nu include niciun habitat protejat.
La baza desemnării sitului se află o specie protejată de  nevertebrate: Osmoderma eremita.